# Steven R. Nagel
Steven Ray Nagel, född 27 oktober 1946 i Canton i Illinois, död 21 augusti 2014 i Columbia i Missouri, var en amerikansk astronaut som togs ut till astronautgrupp 8 den 16 januari 1978. Han var till sin död gift med astronauten Linda M. Godwin.

## Rymdfärder
- STS-51-G
- STS-61-A
- STS-37
- STS-55